# Mark O'Brien (acteur)
Pour les articles homonymes, voir Mark O'Brien.
Mark O'Brien est un acteur, scénariste et réalisateur canadien né le 7 mai 1984 à Saint-Jean de Terre-Neuve en Terre-Neuve-et-Labrador.

## Filmographie

### Acteur

#### Cinéma
- 2009 : Grown Up Movie Star : Will
- 2015 : End of Days, Inc. : Jason
- 2015 : Len and Company : Zach
- 2015 : How to Plan an Orgy in a Small Town : Bruce Buck
- 2015 : The Dark Dancer : Mark
- 2016 : Premier Contact : Capitaine Marks
- 2018 : Parallel : Josh
- 2018 : Anon : Cyrus Frear
- 2018 : How It Ends : Jeremiah
- 2018 : Darkest Minds : Rébellion : Rob
- 2018 : Front Runner : Le Scandale : Billy Shore
- 2018 : Sale temps à l'hôtel El Royale : Larsen Rogers
- 2019 : Goalie : Terry Sawchuck
- 2019 : Marriage Story de Noah Baumbach : Carter Mitchum
- 2019 : Wedding Nightmare de Tyler Gillett et Matt Bettinelli-Olpin : Alex Le Domas
- 2019 : Hammer de Christian Sparkes : Chris Davis
- 2020 : The Righteous : Aaron Smith
- 2020 : Blue Bayou de Justin Chon : Ace
- 2023 : Seven Veils d'Atom Egoyan
- 2025 : Nuremberg de James Vanderbilt

#### Télévision
- 2005 : Legends and Lore of the North Atlantic
- 2006 : Above and Beyond : Drake (2 épisodes)
- 2006 : You're It! : Mark et autres personnages (10 épisodes)
- 2008 : Elle court, elle court... la rumeur : Tommy Palchek
- 2010-2014 : Republic of Doyle : Des Courtney (78 épisodes)
- 2011 : Warehouse 13 : Jerry Hoffler (1 épisode)
- 2012 : Diary of a Deadly P.I. : Des Courtney (11 épisodes)
- 2012 : Les Enquêtes de Murdoch : Jerome Bradley (1 épisode)
- 2013 : This Hour Has 22 Minutes : Des Courtney (1 épisode)
- 2014 : Hannibal : Randall Tier (2 épisodes)
- 2014 : Saving Hope, au-delà de la médecine : Marshall Parker (1 épisode)
- 2015 : Killjoys : Grayson Hicks (1 épisode)
- 2015-2017 : Halt and Catch Fire : Tom Rendon (15 épisodes)
- 2016-2017 : Le Dernier Seigneur (The Last Tycoon) : Max Miner (9 épisodes)
- 2019 : City on a Hill : Jimmy Ryan (10 épisodes)
- 2022 : 61st Street : Johnny Logan (8 épisodes)

### Réalisateur
- 2005 : Downward Calling (court métrage) (+ scénariste)
- 2006 : Lying Awake (court métrage) (+ scénariste)
- 2008 : Pretty Girls (court métrage)
- 2011 : Kathy (court métrage)
- 2012 : Diary of a Deadly P.I. (série télévisée) (+ scénariste) : 1 épisode
- 2012 : Better People (court métrage) (+ scénariste)
- 2013 : Sweetieface (court métrage)
- 2014 : Republic of Doyle (série télévisée) : 1 épisode
- 2015 : Who Is Hannah? (court métrage)
- 2015 : Wanderer (court métrage)
- 2015-2016 : Reel East Coast (série télévisée) : 2 épisodes
- 2018 : Threshold (court métrage) (+ scénariste)
- 2020 : The Righteous (+ scénariste)